# Filter (série de televisão)
Filter é um programa de televisão no canal de TV a cabo estado-unidense G4 que seguia um formato de contagem regressiva. Foi cancelado em dezembro de 2005, ressurgiu em uma forma reformatada e mais uma vez foi cancelado em agosto de 2006. Atualmente, passa como uma vinheta apresentada por Olivia Munn.